# Færøernes håndboldforbund
Færøernes håndboldforbund (færøsk: Hondbóltssamband Føroya) (HSF) er det administrative færørske håndboldforbund. Forbundets hovedkvarter ligger Thorshavn. Forbundet er medlem af det europæiske håndboldforbund, European Handball Federation (EHF) og det internationale håndboldforbund, International Handball Federation (IHF). Forbundet har ansvaret for herrelandsholdet og damelandsholdet, samt ungdomslandsholdene, ligaerne og andre nationale og kommunale turneringer.